# Vorkuta
Vorkuta (rusky Воркута́) je ruské město ležící za polárním kruhem na nejzazším severovýchodě evropské části země v republice Komi. Jedná se o nejvýchodněji položené evropské město a současně jedno z nejchladnějších měst na celém kontinentu. Ve 30. až 50. letech 20. století se zde nacházel Tábor Vorkuta, největší gulag evropské části Ruska.

## Dějiny
Název města pochází z něnečtiny; byl odvozen od názvu místní řeky odkazujícího k oblasti „oplývající medvědy“.

### Sovětská éra
Naleziště uhlí byla definitivně obsazena Rudou armádou v roce 1919. Již od 19. století se vědělo o okolních bohatých nalezištích uhlí, jehož těžba pak započala po Ruské občanské válce.
V roce 1943 se Vorkuta se oficiálně stala městem. V 50. letech se sem za prací v dolech začalo dobrovolně stěhovat mnoho mladých lidí z celého Ruska, které motivovaly zdejší výrazně lepší platy a tedy možnost lepšího života. Svého vrcholu dosáhlo město počátkem 90. let, kdy počet obyvatel dosáhl 117 000 (1991).

#### Vorkutlag
V roce 1932 zde vznikl koncentrační tábor Vorkutlag. Vězni z tábora postavili do něj nejprve železniční trať 1000 km dlouhou z města Kotlas. Při teplotách v zimě klesajících pod −50 °C se Vorkuta stala jedním z nejobávanějších lágrů – při pracích v dolech, stavbě města a do něj vedoucích železničních tratí zahynuly desetitisíce vězňů.

### Současnost
Po rozpadu Sovětského svazu se město i jeho okolí začalo postupně vylidňovat, obyvatelé se začali stěhovat do jižněji položených ruských měst, v návaznosti na to se začala omezovat občanská vybavenost a počet obyvatel setrvale klesal až na současných 58 133 (2017). Dnes je část města vylidněná a v jeho okolí se nachází několik dalších zcela vylidněných osad, dřívějších obydlí těžebního personálu. Podle některých zdrojů je Vorkuta jedním z nejrychleji vymírajících měst v Rusku.
Dnes zde probíhá nerentabilní těžba uhlí a perspektivní těžba ropy a zemního plynu. 